# دوواریان
دوواریان (به لاتین: Duvaryan) یک منطقه مسکونی در جمهوری آذربایجان است که در شهرستان اسماعیل‌لی واقع شده‌است.

## ریشه واژه
دووار در تاتی قفقاز به‌معنی شیب تند و صعودی و یان به‌معنی زمین است و معنی دوواریان به‌صورت زمین شیب‌دار است.